# Odo al II-lea de Troyes
Odo al II-lea (sau Eudes) a fost conte de Troyes din 876.
Tatăl său era contele Odo I de Troyes, iar mama sa se chema Wandilmodis.
Se cunosc puține lucruri despre acest conte. Tatălui său i se confiscase comitatul de Troyes de către regele Carol cel Pleșuv în 858, dar nu se cunoaște cu certitudine dacă l-a recuperat (în jur de 866), după cum nu se cunoaște nici conjunctura în care Odo al II-lea a devenit conte. Se poate ca el să fi moștenit stăpânirea de la tatăl său sau să fi fost numit de către regele francilor. El a moștenit unele posesiuni în regiunea Châteaudun, drept pentru care unii istorici l-au numit retrospectiv drept "conte de Châteaudun".
Printr-o chartă datată în 25 octombrie 876, Carol cel Pleșuv a acordat Chaource, în Tonnerre, lui Robert și Odo, cel dintâi fiind probabil fratele și succesorul lui Odo.